# Friese Vrijheid

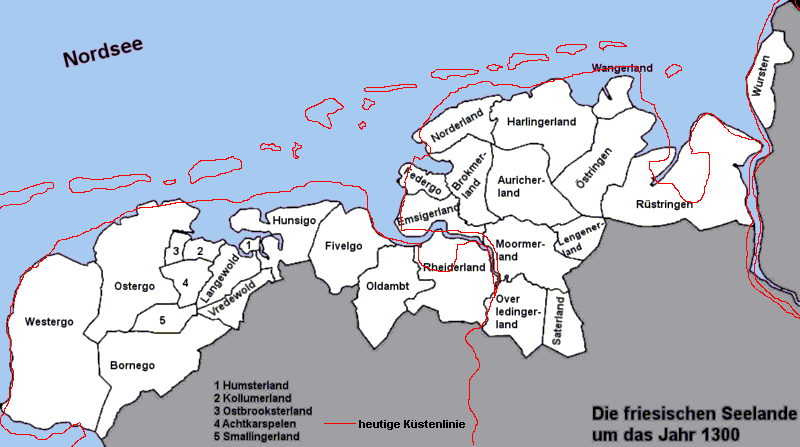
De Friese Zeelanden rond 1300

Met Friese vrijheid wordt het ontbreken van feodale instituties in het middeleeuwse Friesland bedoeld. Dit betreft het gebied dat werd bewoond door Friezen, met name de huidige Nederlandse provincies Groningen en Friesland, het gewest West-Friesland, en verder in Duitsland de districten Oost-Friesland, Noord-Friesland en het gebied ronde de Wezermonding. De Friese kuststreken waren volgens de historicus Marc Bloch – net als Zwitserland – een van de weinige gebieden in Europa die niet gefeodaliseerd waren. Zowel het leenstelsel als persoonlijke onvrijheid (horigheid) ontbraken hier, terwijl de macht van adellijke grootgrondbezitters werd ingeperkt door republikeinse bestuursstructuren. 
De Friese vrijheid is een onderwerp van sagen en het thema is beladen met allerlei ideologieën. Politieke bewegingen als de Nederlandse Opstand, de Patriottenbeweging, het 19e-eeuwse liberalisme en het nationaalsocialisme beriepen zich op de erfenis van de Friese vrijheid. In de provincie Fryslân is het begrip van Friese vrijheid, vooral na de gebeurtenissen op Kneppelfreed (1951), sterk verweven geraakt met de wens om de eigen taal te mogen gebruiken. Ook regionale bewegingen in Noord-Nederland en Noordwest-Duitsland maken gebruik van de retoriek van Friese vrijheid. De vertegenwoordigers van het politieke en bestuurlijke bestel dat de Friese vrijheid wordt genoemd, worden vaak als Vrije Friezen gekenschetst. Daarbij gaat het dus niet om etnische Friezen of Friestaligen.

## Oorsprong
De gewelddadige dood van de West-Friese graaf Arnulf van Gent in 993 is een van de eerste aanwijzingen voor het opkomen van het Friese vrijheidsstreven. Deze Hollands-Friese graaf sneuvelde bij een poging zijn onderdanen in de tegenwoordige regio West-Friesland nieuwe belastingen op te legen. De moord op een andere graaf, Hendrik de Vette van Northeim, in 1101 geldt als het feitelijk begin van de Friese vrijheid in Groningen en Oost-Friesland. Deze Vrijheid werd in ieder geval erkend door de Rooms-koning Willem II op 3 november 1248. Dit deed hij na de hulp die de Friezen hem hadden geboden bij het beleg van de stad Aken. In 1417 werd dit nogmaals bevestigd door keizer Sigismund, die Friesland tot rijksonmiddellijk gebied verklaarde. Daar staat tegenover dat andere keizers en koningen Friesland of delen daarvan in leen hebben uitgegeven, zoals Lodewijk IV dat aan de graaf van Holland deed.
Volgens de sage zou de vrijheid door Karel de Grote verleend zijn aan de legendarische voorstrijder Magnus Forteman in de vorm van het Karelsprivilege. Dit als beloning voor het veroveren van de stad Rome na een opstand in het jaar 800. Diverse laatmiddeleeuwse geschriften maken melding van het Karelsprivilege of de Magnuskeuren. Het originele document zou verloren zijn gegaan, volgens 16e- en 17e-eeuwse auteurs was het ingemetseld in een muur van een Kerk, hetzij in Almenum, Ferwoude of Oldeboorn. De vermeende afschriften worden nu als vervalsingen beschouwd. In 1319, meer dan vijfhonderd jaar na de dood van Karel de Grote, werd een van deze afschriften ingeschreven in het register van Willem III van Holland.
Desondanks kan worden vastgesteld dat de Friese gebieden van de tiende tot het begin van de zestiende eeuw een geheel eigen ontwikkeling doormaakten, waarbij feodale instellingen zoals die in de tijd na Karel de Grote elders ontstonden, vrijwel geheel ontbraken. Dit had ook te maken met de grootschalige veenontginning, waarbij tienduizenden kolonisten in het kustgebied van Zeeland tot Denemarken vergaande vrijheidsprivileges verkregen. De kustststreken waren goed verdedigbaar dankzij het waterrijke landschap dat voor geharnaste ruiters slecht toegankelijk was en dat gelegenheid bood voor het bouwen van waterlinies. Dankzij de ligging aan zee kon men de landbouwproducten goed verkopen. De bouw van zeedijken vanaf de elfde eeuw vergde bovendien daadkrachtige sociale organisatievormen, terwijl een groot aantal kloosterstichtingen vanaf de twaalfde eeuw eveneens voor maatschappelijke samenhang zorgde.
De historicus Bernard Slicher van Bath wijst erop dat er in Friesland wel graven geweest zijn, maar dat deze zich niet tot landsheer konden ontwikkelen omdat de tweede pijler van het feodalisme, de horigheid er grotendeels ontbrak. Anders dan in grote delen van centraal Europa bestond in Friesland een geldeconomie. De Friese boeren beoefenden vooral de veeteelt en combineerden dat al eeuwenlang met handel. Verplichtingen die in andere gewesten werden voldaan middels de leveringen in natura en gedwongen arbeid, een van de kenmerken van de horigheid, konden door de Friezen met geld worden afgedaan. De graven en prinsbisschoppen konden hun taken als rechters vaak nog wel een tijdlang uitoefenen, maar ze moesten de feitelijke macht overlaten aan lokale grootgrondbezitters en krijgsheren. Het ontbreken van een lokale machtsbasis betekende uiteindelijk de ondergang van het grafelijke gezag.
Vergelijking van de Friese kerngewesten met andere kustgewesten toont echter aan dat deze uitkomst geenszins vanzelfsprekend was. In Holland, Zeeland, Vlaanderen en Sleeswijk-Holstein wisten de kolonisten – net als stedelingen elders – eveneens belangrijke vrijheidsprivileges en een verregaande mate van zelfbestuur te verwerven. Hier echter met instemming van het landsheerlijke gezag, dat profiteerde van de steun van boeren en stedelingen om concurrerende adellijke families in toom te kunnen houden.

## Inhoud
Het ontbreken van landsheerlijk gezag kenmerkte zich door de afwezigheid van een centraal bestuursapparaat, een gecentraliseerde legermacht of een hofcultuur. Feitelijk bestond  het Friese gebied uit een groot aantal autonome gebieden. De diverse districten, veelal aangeduid als landschappen of terrae, werden bestuurd door de plaatselijke elite. Grondbezit, militaire slagkracht en bloedwraak speelden daarbij de doorslaggevende rol. Het grondbezit van de kloosters gaf ook de belangrijkste abten, zoals die van Aduard, Wittewierum en Mariëngaarde een grote rol in bestuur en rechtspraak. Er bestond geen geweldsmonopolie, zodat altijd de mogelijkheid aanwezig was dat conflicten gewapenderhand werden opgelost. Het bestaande veterecht en uitvoerige compensatieregelingen stonden centraal in een juridisch systeem dat er vooral op was gericht om onnodige schade te voorkomen.
De kloosters speelden daarnaast een grote rol in het codificeren en systematiseren van het recht. Oudere teksten als de 17 Keuren en 24 Landrechten werden gecombineerd met plaatselijke gebruiken en het kerkrecht, en vastgelegd in regionale landrechten. Daarnaast werden er pogingen ondernomen om tot een bovenregionale vorm van rechtspraak en bemiddeling  te komen, die voor het gehele gebied van de Friezen moest gelden. Uit de verschillende landstreken kwamen daarvoor sinds het begin van de 13e eeuw afgevaardigden bijeen bij de Opstalboom bij Aurich. Vanaf het midden van de 14e eeuw, toen de stad Groningen zijn overwicht inzette om de vrede te handhaven, werden die vergaderingen vooral daar gehouden.
Een groot probleem bleef echter dat er op zich wel duidelijkheid bestond over de inhoud van het recht, maar dat het afdwingen van uitspraken op grote praktische problemen stuitte. Als een machtige familie zich niet aan een uitspraak wenste te houden, ontbraken vaak de middelen om hen daartoe te dwingen. De abten beschikten wel over moreel gezag, maar de omvang van het kloosterbezit en hun eigen adellijke afkomst maakte hen vaak tot belanghebbende.

## Einde van de middeleeuwse vrijheid

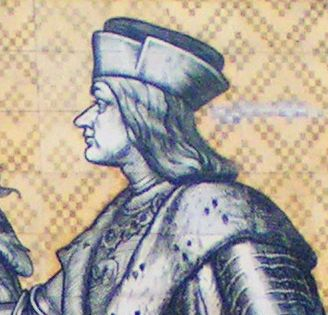
Hertog Albrecht van Saksen.

De aanhoudende partijstrijd heeft aanzienlijk bijgedragen aan het einde van de Friese vrijheid. Het ontbreken van effectief gezag en de bemoeienis van buitenlandse landsheren, die zich met machtige families ter plaatse verbonden, heeft bijgedragen dikwijls aan escalatie van de twisten.
Doordat de Friese adel volop deelnam aan de kruistochten, ging deelnemen aan bovenregionale netwerken en bovendien politieke aspiraties kreeg die binnen de structuren van de Friese vrijheid moeilijk te realiseren waren, ontstonden er spanningen. Dankzij de invoering van baksteen konden zij stinzen, borgen en steenhuizen bouwen die hun militaire positie onaantastbaar maakten. Dat leidde in de jaren van demografische en economische crisis na 1350 tot burgeroorlog en partijstrijd, waarbij wisselende coalities zich onder de vlag van Schieringers en Vetkopers verzamelden.
De twisten maakte het voor buitenstaanders aantrekkelijk om, soms met een beroep op oude rechten, zich met de toekomst van de Friese gewesten te bemoeien. Tegelijkertijd nam door rechteloosheid en anarchie de roep om een landsheer toe. In de huidige provincie Friesland riep de Schieringer partijleider, potestaat Juw Dekama, daarom in 1498 de hulp in van Albrecht van Saksen. In september 1500 moesten ook de Stellingwerven hun onafhankelijkheid opgeven. Met name de boeren van de Zevenwouden en guerillero's als Grutte Pier, Wijerd Jelckama en hun kameraden van de Arumer Zwarte Hoop bleven met steun van de Hertog van Gelre tussen 1515 en 1523 de idealen van de Friese vrijheid gewapenderhand verdedigen. Deze periode wordt uitvoerig beschreven in de kroniek van Peter van Thabor. 
De periode van Friese vrijheid is in de afzonderlijke gewesten op verschillende manieren ten einde gekomen. In West-Friesland eindigde de politieke vrijheid al in 1289  met de verovering van dit gewest door de graven van Holland. De individuele vrijheidsrechten van de bevolking bleven echter grotendeels intact en kregen de plek in een groot aantal stadsrechten en een gewestelijke Statenvergadering. 
In de Groningse Ommelanden werd het machtsvacuüm in de loop van de 14e en 15e eeuw opgevuld door de stad Groningen. De stad sloot met de verschillende Ommelander edellieden verdragen, waarbij voorzien was in de instelling van een rechtscollege (de latere Hoofdmannenkamer) dat bevoegd was om in beroepszaken een uitspraak te doen, en dat dankzij de inzet van de stedelijke militie ook in staat was om de nakoming van die uitspraken af te dwingen. De stad presenteerde zich daarbij ook nadrukkelijk als Friese stad, en als kampioen van de Friese vrijheid. 
Na de machtsovername van Albrecht van Saksen in Friesland zag de stad Groningen zich echter gedwongen steun te zoeken bij vreemde landsheren. Na een periode waarin de Edzard de Grote van Oost-Friesland en vervolgens Karel van Gelre als heer werd aangenomen, droeg de stad in 1536 de soevereiniteit over aan keizer Karel V, in ruil voor bevestiging van de stedelijke privileges. De keizer kon zich daarbij beroepen op oude rechten van de Utrechtse bisschop. De Ommelanden moesten zich vervolgens bij deze situatie neerleggen, maar behielden via de landdag en de Statenvergaderingen wel een verregaande mate van zelfbestuur. 

In Oost-Friesland eindigde de periode van Friese vrijheid in vijftiende eeuw met de opkomst de adellijke familie Cirksena, die uiteindelijk in 1464 de graventitel verkreeg. Dat gebeurde eerst met hulp van de hanzestad Hamburg, die de politieke wetteloosheid in het gewest wilde beëindigen. Daarna met instemming van boeren, stedelijke burgerij en plaatselijke hoofdelingen, die de grafelijke familie als beschermers van hun eigen vrijheid zagen.

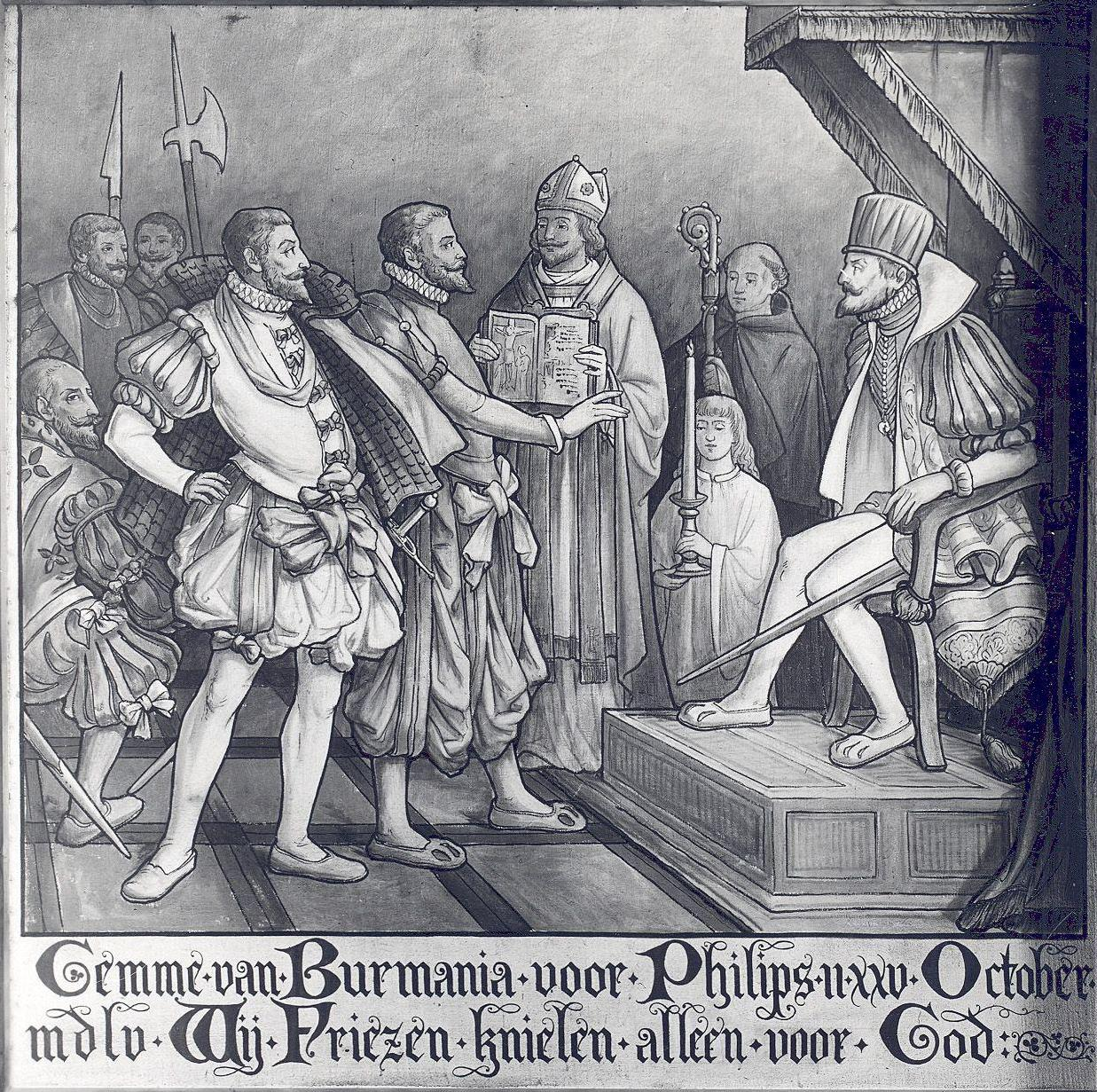
Burmania voor Filips II van Spanje.

## Tijdens de Republiek
Ook in de 16e eeuw, toen Friesland een centrale overheid kende en onder het gezag van de Habsburgers viel, bleef het idee van de Friese vrijheid leven. Met name de adel hield vast aan bestaande privileges, zoals het recht van de Statenvergadering om over belastingheffing en andere publieke zaken mee te beslissen. De retoriek van de Friese vrijheid bleef bestaan en de nieuwe bestuursorganen als het Hof van Friesland golden als beschermers van de individuele vrijheid. 
Volgens een 17e-eeuwse overlevering zouden de Friese afgevaardigden de eed aan Filips II bij diens inhuldiging te Brussel in 1555 staande hebben afgelegd, omdat zij ervan uitgingen dat hun gewest niet door vererving in het bezit van de koning was geraakt, maar zich uit eigen beweging bij de Nederlanden had aangesloten. De pogingen van Karel V en Filips II om de macht van de Staten in te perken, werd dan ook ervaren als een aantasting van de Friese vrijheid. Samen met verzet tegen de vervolging van protestanten leidde dit uiteindelijk tot de Nederlandse opstand. Friesland sloot zich in 1578 aan bij de opstandige provincies. Het afzweren van Filips II in 1581 werd ervaren als het herstel van de Friese vrijheid. Ook in het gewest Stad en Lande werd het Spaanse bewind na 1566 en op nieuw in de jaren 1590 tot 1594 als een aantasting van de Friese vrijheid ervaren.
In de 17e en 18e eeuw hadden veel Friezen de vrijheid hoog in het vaandel staan. Schrijvers als Christianus Schotanus en Foeke Sjoerds wijdden er veel woorden aan. Toen in Oost-Friesland de lutherse graaf in conflict kwam met de stad Emden en de standenvergadering, waarin gereformeerde burgers, boeren en edellieden de overhand hadden, beriep deze laatste groep zich op de Friese vrijheid. Nederlandse garnizoenen dienden aanvankelijk deze vrijheid te beschermen. Toenemende spanningen leidden in 1725 tot een burgeroorlog (de Appell-Krieg), waarin de graaf de overhand kreeg, waarna de overdracht aan Pruissen in 1744 als een gedeeltelijk herstel van de vrijuheid werd ervaren.
In Friesland en Groningen zagen de patriotten stadhouder Willem V als een bedreiging voor de Friese vrijheid. Met die blik keek men ook naar de geschiedenis. Zo schrijft Jan Wagenaar in het derde deel van zijn Vaderlandsche Historie dat het Floris V bij de verovering van West-Friesland in 1289 erom ging een einde aan de Frieze vrijheid te maken: "De Graaf dan, om der aloude Friesche Vryheid, eindelyk, den doodsteek te geeven,...." Omgekeerd waren de oranjegezinden bang dat de vrijheid teloor zou gaan door buitenlandse interventie.

## Vrijheid en de Friese beweging
Vooral in de nasleep van de Franse Revolutie kreeg het begrip vrijheid een nieuwe betekenis, enerzijds verbonden met het streven naar nationale onafhankelijkheid, anderzijds met beginnende democratisering. Het verhaal dat de Friese adel niet had willen knielen voor de koning werd nu toegeschreven aan Gemme van Burmania, een grietman uit Ferwerderdeel, die gezegd zou hebben "Wij Friezen knielen alleen voor God" (Wy Friezen knibbelje allinne foar God). Deze anekdote is vermoedelijk verzonnen door de geleerde Paulus Scheltema in 1805. Desondanks werd het beeld van de stânfries die niet voor dreigementen zou zwichten, een belangrijk stereotype dat in de Friese beweging vaak werd herhaald.